# Gustaaf Verriest
Gustaf Conrard (Gustaaf) Verriest (Deerlijk, 20 mei 1843 - Saint-Cloud, 25 juni 1918) was een Belgisch hoogleraar in de geneeskunde aan de Katholieke Universiteit Leuven. Hij was een telg van de bekende familie Verriest. Zijn broer was Hugo Verriest, een van de belangrijkste vertegenwoordigers van het cultuurflamingantisme.

## Studies en beroep
Na het doorlopen van lager onderwijs in Deerlijk trok Verriest naar het Klein Seminarie van Roeselare. In het vijfde jaar had hij Guido Gezelle als klastitularis, met wie hij bevriend raakte en in contact zou blijven. In 1860 vatte Verriest priesterstudies aan, maar zette deze algauw stop. Het jaar erop begon hij in Leuven geneeskunde te studeren.
Na het voltooien van zijn opleiding vestigde Verriest zich als huisarts in Wervik en voor korte tijd in Brussel. Vervolgens trok hij naar Duitsland om zich verder in de geneeskunde te specialiseren. Op die manier leerde hij zijn echtgenote kennen, Louise Niermann. Ze trouwden in september 1876 in Münster.
In juni 1876 was Verriest benoemd als docent algemene en pathologische anatomie aan de Leuvense universiteit. Daar kwam hij onder meer in contact met Albrecht Rodenbach, die een studentenafdeling van het Davidsfonds had opgericht, met de bedoeling de nieuwe kern van de Vlaamse werking in Leuven te bewerkstelligen. In februari 1877 werd Gustaaf Verriest voorzitter van deze vereniging. In studentenmiddens werd hij een veelgevraagd spreker.

## Inzet voor de Vlaamse Beweging
Gustaaf Verriest raakte gaandeweg verder betrokken bij de werking van de Vlaamse Beweging. Hierin onderstreepte hij de rijkdom van de Vlaamse taal en ijverde vooral voor het behoud van de volkstaal. Een ander belangrijk strijdpunt van Verriest was de vernederlandsing van het onderwijs.
Als spreker vermeldde hij op tal van Vlaamse evenementen de Vlaamse Beweging, Gezelle en Rodenbach. Hij schreef essays over taal- en opvoedkunde en een studie over Guido Gezelle. Ook werkte hij mee aan tal van tijdschriften; in zijn studententijd had hij bijgedragen aan ’t Jaer 30, een weekblad met als hoofdredacteur Guido Gezelle en dat voor een groot deel zou bijdragen aan de blauwvoeterij. Later werkte Verriest mee aan Germania en Dietsche Warande en Belfort. In dit laatste blad schreef hij in 1900, bij het verschijnen van de eerste jaargang, onder meer het artikel 'Beeld, woord en dicht, bij G. Gezelle'. Toen op 21 augustus 1902 in Kortrijk een 'eeredag van Guido Gezelle' werd gehouden, mocht hij dan ook het woord voeren in name der oud-leerlingen van den grooten meester en der vrienden die, in zijn eenzaam leven, trouw en vast met hem in innig verkeer gebleven zijn.
In 1903 hield Verriest een lezing voor de Amsterdamse afdeling van het Algemeen Nederlandsch Verbond, die gepubliceerd werd als Over de grondslagen van het rythmisch woord (Bussum, 1904). Hierin zocht hij naar het verband tussen de menselijke stem, de ademhaling en de versbouw door dichters. In 1894 was deze studie als Des bases physiologiques de la parole rythmée in het Frans verschenen. In 1923 kende de Nederlandstalige versie een tweede druk.
Op 8 november 1903 verzorgde Verriest met Taal en opvoeding een voordracht ter gelegenheid van de openingszitting van het 6e jaar der Katholieke Vlaamsche hoogeschooluitbreiding van Antwerpen. In 1910 werd dit gevolgd door De gezonde mensch. Karel van de Woestijne droeg zijn in 1912 verschenen Interludiën I op aan Gustaaf Verriest.

## De laatste jaren
In de zomer van 1914 was Verriest op reis in Zwitserland. Daar vernam hij het uitbreken van de Eerste Wereldoorlog. Hij week voor een tijd uit naar Engeland en vestigde zich ten slotte nabij Parijs, waar hij in 1918 overleed.

## Familie Verriest
Gustaaf Verriest werd geboren in een familie die verscheidene merkwaardige figuren heeft voortgebracht. Zijn vader Petrus-Johannes Verriest (1796-1871) was koopman, parochiaal koster (in de Sint-Columbakerk) en armenmeester in Deerlijk. Hij werd geboren in de huidige Verrieststraat in de wijk De Trompe in Sint-Lodewijk (Deerlijk) en was gehuwd met Carolina Vanackere (1801-1886).
De kinderen:
- Karel Lodewijk Verriest (1828-1894); was achtereenvolgens gemeentesecretaris, notaris en burgemeester van Deerlijk.[4]
- Adolf Verriest (1830-1891), dichter en schepen van Kortrijk, was de eerste advocaat die in Kortrijk in het Nederlands pleitte.
- E.Z. Oda Verriest (1832-1918) was kloosteroverste bij de Dochters van Liefde.
- Louise Verriest (1835-1907) bleef ongehuwd en woonde in bij haar broer Hugo.
- Julie Verriest (1838-1908) was gehuwd met bierbrouwer Henri Sobry uit Zwevegem.
- Hugo Verriest (1840-1922), priester, dichter, schrijver en redenaar. Hij was een van de belangrijkste exponenten van het cultuurflamingantisme alsook bevorderaar van de politieke Vlaamse Beweging.
- Gustaaf Verriest zelf (1843-1918).

Gustaaf Verriest trouwde in 1876 met Louise Niermann (1844-1923). Zij kregen zes kinderen:
- Marie (1877-1946), in 1899 getrouwd met Léon Dupriez (1863-1942), hoogleraar Romeins recht en vergelijkend publiekrecht.aan de Leuvense universiteit
- Elisabeth (1879-1966), in 1908 getrouwd met Alexandre Galopin (1879-1944), die later gouverneur van de Generale Maatschappij van België werd
- Gustaaf (1880-1951), hoogleraar meetkunde en algebra aan de Leuvense universiteit
- Henri (1882-1909)
- Louise (1885-1977), die tot haar dood het familiearchief met betrekking tot Gezelle bewaarde (sinds 1980 ondergebracht in het Engels Klooster)
- Leon (1886-1953), professor Frans aan Dartmouth College in New Hampshire (Verenigde Staten)

## Publicaties
- Beeld, woord en dicht, bij G. Gezelle, in: Dietsche Warande en Belfort, 1900.
- Over Guido Gezelles hydrocephalie, in: Handelingen van het Vde Vlaams natuur- en geneeskundig congres gehouden te Brugge op 28-29 september 1901, Brugge, 1901.
- Eeredag van Guido Gezelle, toespraak, Kortrijk, 1902.